# Alexandre Mikhaïlovitch Golitzine
Le prince Alexandre Mikhaïlovitch Golitzine ou Galitzine (en russe : Александр Михайлович Голицын), né en 1718, décédé en 1783 est un aristocrate russe qui fut diplomate et militaire, maréchal et gouverneur général de Saint-Pétersbourg.

## Biographie
Le prince Galitzine fut envoyé comme ambassadeur de Russie à Dresde. Il prit part à la guerre de Sept Ans et participa aux campagnes militaires de Livonie et du Dniepr en 1768. Lors de cette dernière campagne, il fut nommé commandant en chef de la première armée de la Russie impériale. En 1769, le prince prit Khotin. Il fut nommé, en octobre 1769, gouverneur général de Saint-Pétersbourg, poste qu'il occupa jusqu'au 8 octobre 1783. Il fut également nommé maréchal.